# Martin Wegelius-institutet
Martin Wegelius-institutet är et finländskt musikinstitut vars uppgift är att på svenska utbilda dirigenter, sångare och instrumentalister. 
Martin Wegelius-institutet upprätthålls av Stiftelsen för Martin Wegelius-institutet (grundad 1956) som har Finlands svenska sång- och musikförbund, Finlands svenska kyrkosångsförbund och Kyrkomusikerföreningen som medlemmar. Stiftelsen anordnar årligen sommarkurser i musik. Kurserna hålls på Västra Nylands folkhögskola i Karis och på Finns folkhögskola i Esbo. Med Martin Wegelius-institutet som plattform bildades 2003 stråkorkestern Wegelius kammarstråkar.